# جيمس كروتي
جيمس كروتي (بالإنجليزية: James Crotty)‏ هو اقتصادي أمريكي، ولد في 26 ديسمبر 1940 في ذا برونكس في الولايات المتحدة.